# Махек, Эммануэль
Эмануэль Эмерик Махек (пол. Emanuel Emeryk Machek; 7 марта 1852, Самбор — 31 июля 1930, Львов) — польский врач-офтальмолог, доктор медицины, профессор, декан медицинского факультета (1906) и ректор Львовского университета (1920—1921).

## Биография
Родился 7 марта 1852 года в г. Самбор.
В 1877 году окончил медицинский факультет Венского университета. Специализировался на офтальмологии в Вене (1877—1878) и Гейдельберге (1881). В 1882 году получил хабилитацию в Ягеллонском университете.
Работал ассистентом (1878—1881), доцентом (1882—1884) кафедры глазных болезней Ягеллонского университета. В 1884—1892 годах во Львове вел частную практику. Руководитель глазного отделения Львовского общего госпиталя (1892—1928), руководитель (1898—1922), профессор (1922—1930) кафедры глазных болезней, декан медицинского факультета (1906), ректор (1920—1921) и проректор (1921—1922) Львовского университета.
Доцент (1883), профессор (1898). Почётный профессор Львовского университета (1928). Президент Львовского врачебного общества (1908). Соучредитель журнала Lwowski Tygodnik Lekarski (1906). Заслуженный профессор Львовского университета (1928).

### Направления научных исследований

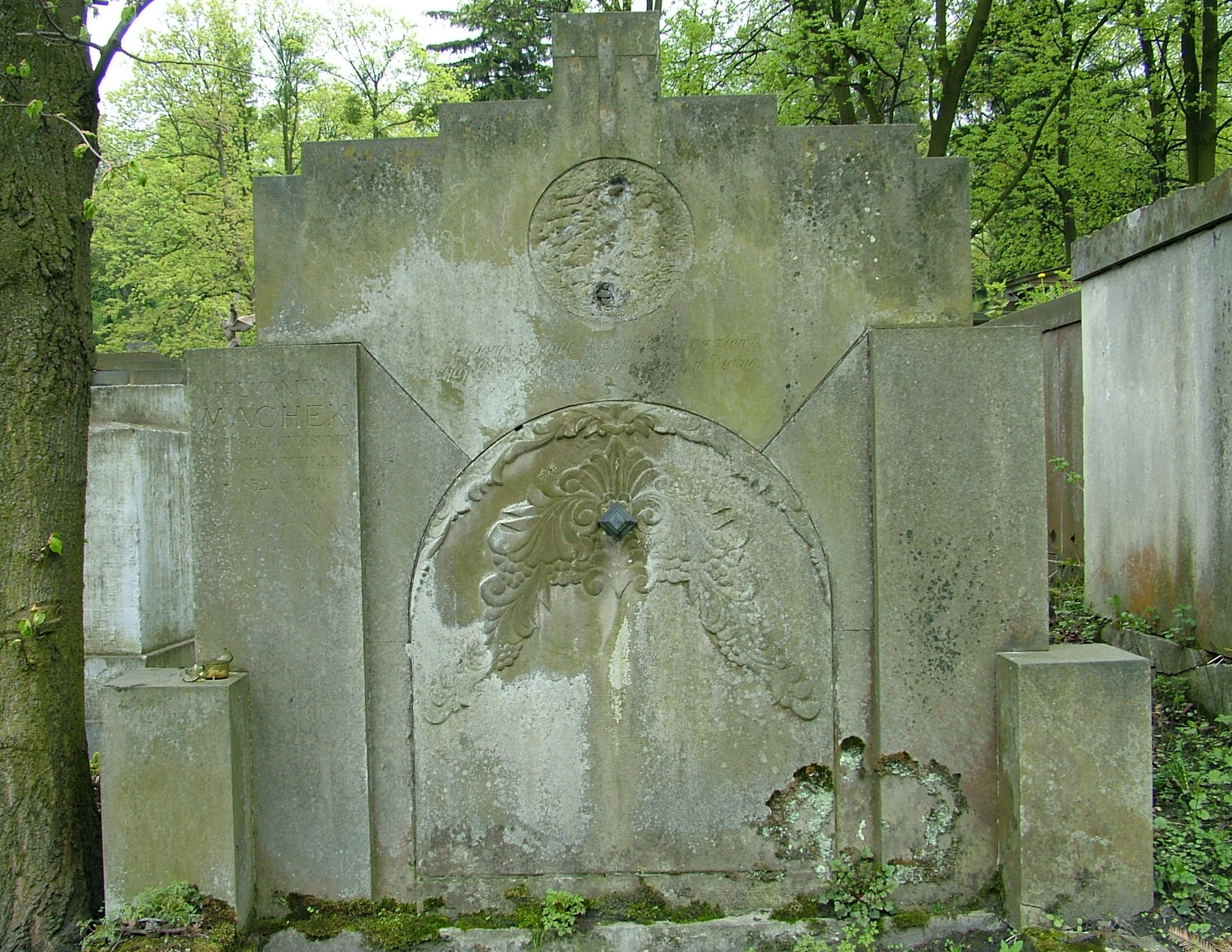
Склеп на Лычаковском кладбище

Диагностика, клиника и лечение катаракты, трахомы, туберкулеза глаз, рентгенлокализация инородных тел в глазу (1890). Описал болезнь радужной оболочки, известную как болезнь Махека (1895); предложил новые методы пластики и хирургического лечения птоза век. Первым в Галичине операционно лечил катаракту; прорабатывал вопросы истории офтальмологии.
Имел славу одного из лучших офтальмологов Европы своего времени. Его новаторские методы операции применяются и поныне. Львовская университетская клиника окулистики Эммануэля Махека (размещалась в доме по ул. Академической, 11), которую он основал в 1898 году и которой руководил на протяжении 28 лет, в 1914 году была одной из четырёх важнейших клиник (наряду с клиниками в Берлине, Амстердаме и Нью-Йорке).
Автор около 100 научных трудов. Основатель Львовской школы офтальмологов, подготовил 6 профессоров.
Умер 31 июля 1930 года после травм, полученных в результате наезда на него мотоциклиста. Похоронен на Лычаковском кладбище.